# Kościół Niepokalanego Poczęcia Najświętszej Maryi Panny w Ciepłowodach
Kościół Niepokalanego Poczęcia Najświętszej Maryi Panny – rzymskokatolicki kościół parafialny należący do parafii pod tym samym wezwaniem (dekanat Ziębice archidiecezji wrocławskiej).
Jest to świątynia wzmiankowana w 1318 roku. Obecna budowla powstała w XV wieku, następnie została przebudowana w 1534 roku (m.in. zostało przedłużone prezbiterium), odbudowana została po pożarze w 1809 roku i była restaurowana w 1867 i 1963 roku. Kościół jest orientowany, posiada jedną nawę oraz węższe zakończone trójbocznie i oskarpowane prezbiterium, nakryte dwuprzęsłowym sklepieniem krzyżowo-żebrowym.